# شهرستان کولوندینسکی
شهرستان کولوندینسکی (به لاتین: Kulundinsky District) یک شهرستان در روسیه است که در سرزمین آلتای واقع شده‌است.